# Falling (canção de Julee Cruise)
"Falling" é uma canção da cantora estadunidense Julee Cruise. É o primeiro single e a segunda faixa de seu primeiro álbum de estúdio, Floating into the Night (1989). Apresentando música composta por Angelo Badalamenti e letra escrita por David Lynch, uma versão instrumental de "Falling" foi usada como tema da série de televisão Twin Peaks (1990–1991; 2017).
Twin Peaks ganhou seguidores cult após sua transmissão original em abril de 1990, e "Falling" posteriormente alcançou o primeiro lugar nas paradas de 15 países ao redor do mundo entre 1990 e 1992, incluindo a Austrália, onde alcançou o número um em abril de 1991. Badalamenti ganhou o prêmio de Melhor Performance Instrumental Pop na 33.ª edição dos Grammy Awards por "Twin Peaks Theme". Em 2010, a Pitchfork Media classificou "Falling" na posição 146 em sua lista das 200 melhores canções da década de 1990. A NME listou a canção na posição 38 em sua lista das "100 melhores canções da década de 1990" em 2012.

## Posição nas paradas musicais
| Parada (1990–1992)                            | Melhor posição |
| --------------------------------------------- | -------------- |
| Austrália (ARIA)                              | 1              |
| Áustria (Ö3 Austria Top 75)                   | 14             |
| Bélgica (Ultratop 50 de Flandres)             | 14             |
| Canadá (RPM Adult Contemporary)               | 32             |
| Dinamarca (IFPI)                              | 8              |
| Europa (Eurochart Hot 100)                    | 26             |
| Finlândia (Suomen virallinen lista)           | 2              |
| Alemanha (Offizielle Deutsche Charts)         | 17             |
| Irlanda (IRMA)                                | 5              |
| Itália (Musica e dischi)                      | 3              |
| Países Baixos (Dutch Top 40)                  | 16             |
| Países Baixos (Single Top 100)                | 17             |
| Nova Zelândia (Recorded Music NZ)             | 33             |
| Noruega (VG-lista)                            | 3              |
| Suécia (Sverigetopplistan)                    | 2              |
| Suíça (Schweizer Hitparade)                   | 25             |
| Reino Unido (UK Singles Chart)                | 7              |
| Estados Unidos (Billboard Modern Rock Tracks) | 11             |

| Parada (1991)    | Melhor posição |
| ---------------- | -------------- |
| Dinamarca (IFPI) | 2              |

| Parada (1991)                  | Posição |
| ------------------------------ | ------- |
| Austrália (ARIA)               | 30      |
| Bélgica (Ultratop)             | 60      |
| Europa (Eurochart Hot 100)     | 97      |
| Países Baixos (Dutch Top 40)   | 85      |
| Países Baixos (Single Top 100) | 70      |
| Suécia (Topplistan)            | 15      |

## Certificações
| Região                                              | Certificação | Vendas  |
| --------------------------------------------------- | ------------ | ------- |
| Austrália (ARIA)                                    | Ouro         | 35 000^ |
| Suécia (GLF)                                        | Ouro         | 25 000^ |
| ^números de vendas baseados somente na certificação |              |         |